# Muara Karang
Muara Karang is een bestuurslaag in het regentschap Empat Lawang van de provincie Zuid-Sumatra, Indonesië. Muara Karang telt 2246 inwoners (volkstelling 2010).